# Объединённые силы самообороны Колумбии
Объединённые силы самообороны Колумбии (исп. Autodefensas Unidas de Colombia, AUC) — колумбийские ультраправые военизированные формирования, действовавшие в 1997—2006 годах. Сыграли важную роль в гражданской войне против леворадикальных сил. Ответственны за многочисленные преступления против мирного населения, в том числе внесудебные казни. Причастны к организованной преступности и наркобизнесу. В 2006 году признаны террористической организацией и распущены.

## Структурные предшественники
Первые праворадикальные ополчения были созданы зажиточными крестьянами Колумбии ещё в 1960-х годах, а структурное оформление приобрели в конце 1980-х. Их задачей было противостояние действиям прокоммунистических повстанцев, грабежам и похищениям людей. Первооснову AUC составили «Крестьянские силы самообороны Кордобы и Урабы» (Autodefensas Campesinas de Córdoba y Urabá, ACCU), созданные братьями Кастаньо Хиль — Фиделем и Карлосом (их отец был захвачен в заложники марксистскими партизанами и скончался от сердечного приступа). Проект ACCU поддержала группа влиятельных колумбийских губернаторов, среди которых был Альваро Урибе, будущий президент Колумбии.
В 1990—1993 году ACCU осуществили серию рейдов против ультралевых Революционных вооружённых силы Колумбии (ФАРК, Fuerzas Armadas Revolucionarias de Colombia, FARC) и Армии национального освобождения (АНО, Ejército de Liberación Nacional, ELN) и Патриотического союза (Unión Patriótica, UP). С ACCU была аффилирована организация Los Pepes, которая финансировалась враждебными Пабло Эскобару наркокартелями — картелем Кали и вела войну на уничтожение с его наркокартелем. Именно ультраправые осуществили ключевые акции по разгрому «Медельинского картеля».
Фидель Кастаньо погиб в столкновении с АНО в 1993 году. Руководство ACCU перешло к Карлосу Кастаньо. В апреле 1997 года отряды «кулацкой» самообороны по инициативе Кастаньо Хиля были консолидированы в AUC. Идеологом организации выступил праволиберальный политик и организатор национальной крестьянско-фермерской ассоциации Иван Роберто Гавириа, принявший псевдоним Эрнесто Баэс де ла Серна (в честь Эрнесто Че Гевары).

## Военно-террористическая активность
В совокупности формирования AUC насчитывали до 20 тысяч бойцов. В ряде районов Колумбии AUC взаимодействовали с армейскими и полицейскими подразделениями. Финансирование поступало от землевладельцев, горнодобывающих и нефтяных компаний.
Основными врагами AUC были определены марксистские повстанческие движения FARC и ELN. В противовес коммунистическому экстремизму идеология AUC характеризовалась ярым антикоммунизмом неофашистского толка. По мере нарастания правоэкстремистских, террористических и криминальных тенденций учащались столкновения AUC с правительственными силами Колумбии. Однако колумбийские силовые структуры в той и иной степени сотрудничали с ACCU и AUC на протяжении ряда лет.
В 2001 году AUC была внесена в список террористических организаций Госдепартамента США. По официальным колумбийским данным, боевики AUC ежегодно совершали несколько сотен убийств. Военно-оперативная тактика AUC основывалась на партизанских рейдах (сельская местность) и террористических актах (города). При этом военно-политическая структура AUC отличалась высокой организованностью, строгой дисциплиной и чёткой иерархией командования.
Все стороны колумбийского конфликта применяли террористические методы борьбы и активно взаимодействовали с криминалитетом. Однако считается, что в количественном отношении ультраправые превзошли «леваков» в жестокости. Свою книгу «Моя исповедь» (Mi confesión) Карлос Кастаньо Хиль откровенно назвал «признаниями палача».
Наиболее известны такие эпизоды, как «Мапирипанская резня» (Masacre de Mapiripán) в июле 1997 года, «Резня Эль-Салао» (Masacre de El Salao) в феврале 2000 года, убийства профсоюзных деятелей Уилсона Борхи, Аури Марруехо, Луиса Серрано, мэров Энрике Тафура, Карлоса Кироса, Эктора Акосты. Во всех перечисленных случаях жертвами становились гражданские лица, реально или предположительно связанные с марксистскими организациями.
В ходе избирательных кампаний AUC оказывали активное силовое воздействие в пользу правых кандидатов. По приказу Карлоса Кастаньо были убиты кандидаты в президенты Колумбии на выборах 1990 года Бернардо Осса (коммунист, лидер UP) и Карлос Писсаро (левый радикал, бывший боевик ФАРК). Считается, что в молодости Кастаньо был причастен к убийству адвоката-коммуниста, основателя UP Хайме Пардо Леаля (1987 год).

Наши действия спасли Колумбию от марксистов.

Карлос Кастаньо Хиль

В то же время за ACCU-AUC числятся десятки устранений наркоторговцев. Наряду с самим Пабло Эскобаром и его братом Роберто Эскобаром были убиты, ранены либо захвачены и переданы правоохранительным органам Хуан Альварес, Леонардо Ривера, Диего Бланко, Орландо Сьерра-Посада, Гидо Парра Монтойя и многие другие видные представители эскобаровского наркокартеля.

## Криминальная деятельность
Вооружённое противостояние в Колумбии во многом носило «межпартизанский» и «межтеррористический» характер. Со своей стороны AUC заявляла, что её силовые акции направлены против левых партизан и террористов. Первоначально это в целом соответствовало действительности. Но AUC быстро перешла к атакам на деятелей либеральных взглядов, а также профсоюзных активистов. Осуществлялись и акции устрашения — массовые убийства в населённых пунктах, где отмечалось влияние ФАРК.
Во главе AUC стояли Карлос Кастаньо, его брат Висенте Кастаньо и Сальваторе Манкусо. Итальянец по происхождению, Манкусо поддерживал связь с калабрийской мафиозной структурой Ндрангета. AUC осуществляли операции по производству и сбыту кокаина.
Другим источником дохода организации являлся рэкет и предоставление охранных услуг колумбийским предпринимателям и транснациональным корпорациям. Так, 1,7 млн долларов были получена от известной американской банановой компании Chiquita. Выплаты осуществлялись через систему частных охранных предприятий, контролируемых AUC. Chiquita содействовала AUC также в контрабандном снабжении оружием. Боевикам AUC платил и колумбийский филиал Coca-Cola — за обеспечение непрерывности производственного процесса. В то же время AUC гарантировала и выплату заработной платы на предприятиях, однако на условиях отсутствия профсоюзов и забастовок. Коммерческие интересы организации совпадали с идеологической концепцией социальных отношений: неофашистские лидеры AUC были сторонниками корпоративного устройства предприятий.

Мы убиваем профсоюзных активистов, потому что профсоюзы мешают людям работать.

Карлос Кастаньо Хиль

## Давление властей и раскол в руководстве
Президент Колумбии Альваро Урибе, пришедший к власти в 2002 году, придерживался правых взглядов и повёл энергичную борьбу против ФАРК. Однако правительство Урибе было нацелено на борьбу с терроризмом вне зависимости от его политической направленности. Власти ультимативно потребовали разоружения AUC. В 2003—2006 годах сложили оружие около 17 тысяч ультраправых боевиков. Кастаньо Хиль формально дал на это согласие, но реально старался затормозить процесс демонтажа AUC.
Весной 2004 года правительство выдвинуло ультиматум в отношении конкретной группы ультраправых лидеров и активистов. Всем им предстоял суд, хотя было согласовано снижение сроков максимум до восьми лет.
16 апреля 2004 года Карлос Кастаньо был убит при невыясненных обстоятельствах. По одной из версий убийство организовал Висенте Кастаньо. Он, как и Сальваторе Манкусо, выступал против курса Карлоса Кастаньо на соглашение с правительством Урибе и легализацию AUC. Крайне существенно и то, что Карлос был категорическим противником кокаинового бизнеса Висенте.
В середине 2000-х годов давление правительства на экстремистские формирования достигло такого уровня, что представители AUC и ФАРК попытались заключить союз для совместного противостояния властям. Однако это сближение не дало эффективных результатов.

Отпор получат все, кто нападает с оружием, невзирая на форму и знамя.

Альваро Урибе

## Демонтаж организации и преемники
В ноябре 2004 года Верховный суд Колумбии признал претензии США к лидерам AUC и санкционировал экстрадицию группы лидеров AUC во главе с Сальваторе Манкусо. 13 мая 2008 года они были экстрадированы в США и предстали перед судом. Колумбийские ультраправые обвиняются американской юстицией в наркобизнесе, убийствах и отмывании денег.
В феврале 2005 года руководство AUC опубликовало заявление, в котором соглашались исключительно на «справедливые и почётные условия» расформирования организации. В противном случае говорилось о возобновлении войны. Правительство в ответ отвергло «давление на конгресс». В 2005 году вступил в силу «Закон справедливости и мира», предоставивший амнистию рядовым боевикам. В то же время несколько десятков командиров AUC предстали перед судом, многие — в том числе Гавириа-Баэс, получили реальные сроки заключения.
К настоящему времени большинство отрядов AUC расформированы, лидеры находятся в местах лишения свободы, организация запрещена как террористическая. Однако ультраправое подполье продолжает существовать. В частности, Висенте Кастаньо создал и возглавил организацию Águilas Negras («Чёрные орлы»). Эта структура, однако, в основном аполитична и занимается по большей части сугубо криминальной деятельностью. По некоторым данным, Висенте Кастаньо в настоящее время нет в живых, однако колумбийские компетентные инстанции не считают это доказанным и продолжают розыск. К 2011 году группировка прекратила существование. 
В 2004 году была образована преступная группировка «Лос Растрохос», имеющая черты военизированной организации и враждующая с АНО. В 2001 году был сформирован наркокартель «клан Усуга», также имеющий сходство с организацией парамилитарес, боевики картеля набираются в основном из бывших членов крайне-правых вооруженных формирований. По состоянию на 2025 год обе группировки продолжают действовать.

## Социальная роль колумбийских парамилитарес
AUC — типичный и в то же время самый крупный пример латиноамериканских парамилитарес (paramilitares): гражданских военизированных формирований ультраправого толка. Развитию колумбийских парамилитарес способствовал общий социально-политический контекст: многолетняя вялотекущая гражданская война, широкое распространение наркокриминала, длительный период слабости государственных структур (прерванный лишь президентством Урибе).
AUC располагали в стране серьёзной социальной базой. Основную опору они находили в зажиточном и среднем крестьянстве. Их поддерживали также правоориентированные слои городского населения, мелкая буржуазия, многочисленные криминальные элементы. Все эти социальные группы стремились к вооружённому отпору коммунистическим повстанцам. Система «террористической обороны» оказалась востребована в обществе.
Ближайшими аналогами AUC могут быть названы Triple A в Аргентине середины 1970-х и группировка генерала Гарсиа Месы в Боливии начала 1980-х.
Первоначальная поддержка предпринимательской элиты и государственного аппарата, особенно силового, постепенно снижалась. Правящие группы опасались популистских тенденций и криминально-экстремистской агрессии AUC.

Колумбийская олигархия имеет собственные средства самозащиты — это армия и полиция, подлинные экономические хозяева Колумбии именно здесь находят своих защитников. А вот кто действительно лишён в Колумбии всяческой защиты, так это средний класс и именно на него направлен основной удар партизан. Потому AUC защищают интересы среднего класса Колумбии: рисовода, возделывателя бананов, хлопковода, мелкого землевладельца, перевозчика, рядового крестьянина, большинства крестьян, народного класса.

Карлос Кастаньо Хиль

## Близкие организации вне Колумбии
Организации, подобные AUC, действовали в целом ряде стран Латинской Америки. Наиболее известны «Эскадроны смерти» в Бразилии, Сальвадоре, Гватемале, «Родина и свобода» в Чили, автономистские «Гражданские комитеты» и Молодёжный союз Санта-Круса в Боливии. Парамилитарес покровительствовал президент Перу Альберто Фухимори.
В России «эмбриональной версией» AUC смотрится организация «Блок ФАКТ», совершающая нападение на коммунистических активистов и наркоторговцев.
Из европейских стран наиболее ярко проявились парамилитарес в Испании и Франции. Некоторые черты AUC отмечались в действиях неофашистов Италии.